# Badische II a
Die Fahrzeuge der Gattung II a der Großherzoglich Badischen Staatseisenbahnen waren Schnellzug-Dampflokomotiven.
Die Fahrzeuge wurden speziell für die international verkehrenden Züge, welche Baden durchquerten, hergestellt. Sie sollten die bisher dafür eingesetzten Crampton-Loks ablösen. Die aus der Gattung III entwickelten Loks waren mit einem Belpairekessel, einem Blech-Außenrahmen, Hallschen Kurbeln und einer außenliegenden Stephenson-Steuerung ausgerüstet. Das Drehgestell hatte einen kurzen Achsstand von 1.440 mm und war zwischen den Zylindern und der Treibachse angeordnet, so dass die Zylinder zu den überhängenden Massen gehörten. Die Laufeigenschaften der Lokomotiven ließen deshalb zu wünschen übrig. Die Fahrzeuge waren mit Schlepptendern der Bauart 3 T 11,5 ausgestattet.
Probefahrten erbrachten gute Leistungen. So wurde bei einer Steigung von 12,5 Promille ein 150 t schwerer Zug mit 50 km/h gezogen und auf ebener Strecke erreichte man mit 220 t (16 Wagen) eine Geschwindigkeit von 84 km/h.
Trotz dieser Ergebnisse und auch eines ausreichend großen Kessels erwies sich das Triebwerk als zu schwach ausgelegt. Mit der Verlängerung der Siederohre und einem größeren Zylinderdurchmesser konnte dieses Problem weitgehend beseitigt werden.
Für die Deutsche Reichsbahn waren noch zehn Fahrzeuge vorgesehen. Sie sollten gemäß dem Umzeichnungsplan 1923 in die Baureihe 36.73 umgezeichnet werden. Vorgesehen waren die Nummern 36 7301 bis 36 7303, 36 7311 bis 36 7314 und 36 7321 bis 36 7323. Zu einer endgültigen Umzeichnung kam es nicht mehr, da sie bis 1925 ausgemustert wurden.